# Équation de Valenzetti
 

L’équation de Valenzetti est une formule mathématique fictive ayant un rôle très important dans la série Lost. En effet, celle ci devrait prédire le nombre exact d'années restant avant l'extinction de la race humaine. 

Les 6 facteurs à rentrer toutes les 108 minutes sur l’ordinateur

Cette équation a été développée en 1962 par Enzo Valenzetti, un mathématicien Italien de l'université de Princetown.
L'équation aboutit à six nombres : 4, 8, 15, 16, 23 et 42. Ces nombres sont également présentés comme des facteurs environnementaux et humains fondamentaux. L'objectif du projet Dharma est de modifier l'une de ces valeurs pour augmenter les chances de survie de l'humanité.
En effet, l’émetteur radio de l’île diffusera cette suite afin de pouvoir informer le continent si l’un de ces facteurs avait été modifié.
Les chiffres à taper sur l'ordinateur de la station du Cygne afin de relâcher la charge électromagnétique sont aussi les 6 facteurs : 4, 8, 15, 16, 23, 42. Le délai maximal à ne pas dépasser est de 108 minutes, soit la somme de tous les facteurs.
Il sera établi par la suite que Jacob a attribué ces nombres aux six derniers candidats désignés pour le remplacer en tant que protecteur de l'île. Ainsi, les nombres 4, 8, 15, 16, 23 et 42 correspondaient respectivement à John Locke, Hurley, Sawyer, Sayid, Jack et Jin et Sun